# Лејди Ив
Лејди Ив (енгл. The Lady Eve) је амерички хумористички филм из 1941. године, режисера и сценаристе Престона Стерџиса, у коме главне улоге тумаче Барбара Стенвик и Хенри Фонда. Филм је заснован на причи „Два лоша шешира” Монктона Хофа о неспојивом пару који се упознаје на прекоокеанском броду.
Филм је наишао на изузетно позитивне рецензије критичара и био је номинован за Оскара у категорији за најбољу оригиналну причу. Амерички филмски институт је сместио Лејди Ив на 55. место листе „100 најбољих комедија”, као и на 26. место листе „100 најбољих љубавних прича”. Конгресна библиотека је 1994. одабрала филм за чување у Националном регистру филмова Сједињених Држава због његовог „културолошког, историјског, или естетског значаја”.

## Радња
Џин Харингтон је прелепа преваранткиња. Заједно са својим оцем, „пуковником” Харингтоном, такође преварантом, и његовим партнером Џералдом, путује прекоокеанским бродом с намером да опљачка богатог, наивног Чарлса Пајка, наследника успешне пиваре. Чарлс је стидљиви стручњак за змије који се управо вратио са годину дана дуге експедиције по Амазону. Младе жене на броду се утркују у покушајима да привуку његову пажњу, али је Чарлс више заинтересован за читање о змијама.
Џин упознаје Чарлса тако што га саплете док пролази поред ње, и он се убрзо заљубљује у њу. Након што Џин побегне преплашена због праве змије коју је Чарлс донео на брод и која му се изгубила у соби, њих двоје деле страствен тренутак у њеној кабини.
Чарлсов пратилац Магси сумња да је Џин преваранткиња која жели да га опљачка, али Чарлс одбија да му поверује. Потом, упркос првобитном плану, Џин се заљубљује у Чарлса и штити га од свог оца, који жели да га превари на картама. Магси открива истину и пружа доказе Чарлсу, који потом оставља Џин.
Бесна што је одбачена, Џин убрзо поново улази у Чарлсов живот, претварајући се да је отмена лејди Ив Сидвич, нећака сер Алфреда Макгленана Кита, још једног преваранта који вара богаташе Конектиката. Џин се користи енглеским акцентом, решена да немилосрдно мучи Чарлса; како сама каже: „Имам неки недовршени посао с њим — потребан ми је као што је секира потребна ћурки.”
Када Чарлс упозна „лејди Ив”, толико је збуњен њеном сличношћу са Џин да се стално саплиће и пада. Иако Магси покушава да га убеди да је то „иста жена”, Чарлс закључује да Џин не би дошла тако близу његовом дому а да се не маскира боље. Затим, пошто му сер Алфред исприча да је лејди Ив заправо Џинина давно изгубљена полусестра, Чарлс прихвата сличност. Након кратког удварања, они се венчавају — баш по Џинином плану. И као што је планирала, у возу за медени месец, „Ив” почиње да признаје своју прошлост, непрестано помињући имена бројних бивших момака и љубавника. Згрожен, Чарлс искаче из воза.
Џинин тим превараната наговара је да настави са преваром и добије велику разводну нагодбу, али она телефоном каже Чарлсовом оцу да не жели новац, већ само да јој Чарлс лично каже да је њихов брак готов. Чарлс то одбија. Тада јој Чарлсов отац каже да Чарлс креће на ново прекоокеанско путовање. Џин организује да и она и њен отац крену истим бродом, и поново среће Чарлса тако што га саплете док пролази, баш као што су се први пут упознали. Чарлс је пресрећан што је поново види. Љуби је, хвата за руку и трчи с њом у њену кабину, где обоје потврђују љубав једно другом. Када се врата кабине затворе, Чарлс признаје да нема права да буде у њеној кабини јер је венчан. Џин му одговара: „И ја сам, драги, и ја сам.”

## Улоге
| Глумац           | Улога                           |
| ---------------- | ------------------------------- |
| Барбара Стенвик  | Џин Харингтон / лејди Ив Сидвич |
| Хенри Фонда      | Чарлс Пајк                      |
| Чарлс Коберн     | „пуковник” Харингтон            |
| Јуџин Палет      | Хорас Пајк                      |
| Вилијам Демарест | Магси                           |
| Ерик Блор        | сер Алфред Макгленан Кит        |
| Мелвил Купер     | Џералд                          |
| Џенет Бичер      | Џенет Пајк                      |
| Марта О’Дрискол  | Марта                           |
| Роберт Грејг     | Бароуз                          |
| Дора Клемент     | Гертруда                        |
| Луис Алберни     | Емил                            |